# エンバーミング (漫画)
『エンバーミング』は、和月伸宏による青年向け少年漫画。

## 概要
19世紀の欧州で、1.21ジゴワットの雷と、異能の天才・ヴィクトル=フランケンシュタインが書き記した二冊の実験資料「禁書」を元に、人間の死体を基盤にして製作される、恐怖の人造人間（通称・フランケンシュタイン）の活躍を描く。なお、エンバーミングとは日本語に訳すと「遺体衛生保全」の意味である。
作中で繰り返される「人造人間に進んで関わるのは悪人か狂人のどちらかだけ」という言葉からも分かる通り、基本的に死者蘇生の生命観を否定する物語であり、各エピソードの結末は決して明るいものとはいえない。「少年漫画の基本は笑顔とハッピーエンド」を公言している和月伸宏の作品としては、掲載誌が変わったこともあって珍しい手法が取られている。
読み切りとして描かれた2編の短編『エンバーミング -DEAD BODY and BRIDE-』『エンバーミングII -DEAD BODY and LOVER-』（後述）を元に『ジャンプスクエア』誌上において『エンバーミング -THE ANOTHER TALE OF FRANKENSTEIN-』のタイトルで創刊号である2007年12月号から2015年5月号まで連載された。和月にとっては4作目となる連載作品であり、初めての『週刊少年ジャンプ』以外での連載となる。話数単位は「#○（○には数字が入る）」。
アニメ版『武装錬金』の世界では本作は劇中劇として、ジョン=ドゥがテレビの画面に登場する形でゲスト出演した。
2007年12月のジャンプフェスタのスクエアステージでは、ステージで声優陣が、スクリーンに写し出される原作に合わせて声を当て演じた。

## 読み切り版
『SQ』での連載以前に、2005年と2006年に発売された『ジャンプ the REVOLUTION!』にそれぞれ一話ずつ読み切り版が掲載されている。
エンバーミング -DEAD BODY and BRIDE-（エンバーミング -デッド ボディ アンド ブライド-）
2005年の『ジャンプ the REVOLUTION!』（『WJ』2005年11月1日増刊）に掲載され、「エンバーミング」のタイトルで最初に発表された読み切り作品。『武装錬金』10巻に併録されている。連載のパイロット版を意識して描かれた作品であり、『武装錬金』の設定を考えている中で原案が出来たスピンアウト的な作品。登場人物の一人であるジョン・ドゥ、死体卿は連載版にも登場するが、世界設定は共有していない。
エンバーミングII -DEAD BODY and LOVER-（エンバーミングII -デッド ボディ アンド ラバー-）
2006年の『ジャンプ the REVOLUTION!』（『WJ』2006年11月1日増刊）に掲載された読み切り作品。単行本未収録。本作の登場人物であるエルムとアシュヒトが連載版に登場しており、世界設定を共有している。

## ストーリー
序盤
189X年、大英帝国ハイランド地方のワイス卿の屋敷に暮らすヒューリーは、幼い頃に家族を殺害されていた。吹雪の夜、家族の復讐のため殺人者に立ち向かっていくヒューリーと、その親友・レイスは仇討ちに成功するも、あえなく命を落としてしまう。
だが、ヒューリーはピーベリーの、レイスはワイス卿の手によって「人造人間」となり復活し、殺人者が人造人間であることも知らされる。事件の元凶であるワイス卿を斃すも、少女・エーデルをはじめともに屋敷で暮らした多くの仲間たちを亡くしてしまう。エーデルを手にかけたレイスと決別したヒューリーは、全ての人造人間を殺すことを誓い、創造主のピーベリーとともに最も研究の盛んな倫敦へと旅立つ。
その頃、人造人間を研究する者達が集う「ポーラールート」の大創造主の息子・アシュヒトは、人造人間の調整を専門とし、人造人間になった幼馴染の少女・エルムを再人間化する方法を模索し旅をしていた。道中でピーベリーたちと接触したアシュヒトは、その後エルムとともに人造人間絡みのアクシデントを解決し、大きな仕事の依頼を受けロンドンへと向かう。
中盤
ロンドンでは切り裂きジャックの類似事件が発生しており、スコットランドヤードは事件解決のために被害者を人造人間として蘇えらせ、証言を得ようとしていた。しかし、その被害者だった人造人間が逃亡したということで、専門家であるアシュヒトらに捜索と事件の捜査がマイク=ロフトより依頼される。
ピーベリーとアシュヒトは逃亡した人造人間捜索の協力をあおぐために、ポーラールートを離反した人造人間の組織『稲妻の兄弟（ブリッツ=ブルーダー）』のアジトに向かう。実は、警察が追っていた切り裂きジャックことリッパーは人造人間で、稲妻の兄弟の一味であった。地下に幽閉されていたリッパーであったが、ヒューリーに討たせるためピーベリーにより解き放たれアジトを脱し、ロンドンのイーストエンドでヒューリーによって倒される。
同じ頃、マイク=ロフトは『稲妻の兄弟』の統率・死体卿の面会を受け、協力関係の構築（イギリスから新鮮な死体の提供を受け、『稲妻の兄弟』は人造人間をイギリスに提供する）を申し出られるが、謝絶する。提案が物別れに終わった死体卿は、新鮮な屍体を得るべく配下の人造人間によるロンドン襲撃を実行するが、別途マイク=ロフトから依頼を受けていたジョン=ドゥ、ヒューリーらの活躍により、『稲妻の兄弟』の人造人間は九割がた壊滅。自身も大きな損壊を受けた死体卿は、海外諸国への人造人間の提供とそれによる大規模な戦争（および、それによる死体の量産）をほのめかしながら、ポーラールートへと去った。
終盤
損壊の修理と強化のためにヒューリーとピーベリーはロンドンに残り、アシュヒト、エルム、ジョン=ドゥらは親書を携えてポーラールートへ向かった。しかし、先に到着していた死体卿はポーラールートを支配下に収めており、「究極の8体」と称される人造人間たちと壮絶な戦いが繰り広げ、打ち破っていく。
だが、最後の死体卿は、これまで倒してきた全ての「究極の8体」の能力を使用して、ジョン=ドゥ達を絶体絶命にまで追い込む。そこへ修理を終えたヒューリーが到着し、最終決戦が始まるのであった。

## 登場人物
特に断りがない場合、連載版である『-THE ANOTHER TALE OF FRANKENSTEIN-』の登場人物。「コンセプト」「名前の元ネタ」は、コミックス収録の著者解説より。

### 主要人物
ヒューリー＝フラットライナー
声 - うえだゆうじ（ジャンプフェスタ版）
『THE ANOTHER TALE OF FRANKENSTEIN』の主人公の1人。人間→人造人間。イギリス・ハイランド出身。身長190センチメートル。体重85キログラム。5月1日生まれ。年齢は19歳（没年齢）。A型。
ボサボサの長髪で大柄な男。よく顔が恐いと言われるが、「生まれつきだ」と答えている。行動は粗暴で言動も荒々しいが、他人を気遣い思いやる優しさを持ち合わせており、「面倒見の良い田舎のあんちゃん」（ピーベリー談）である。
13歳の頃に両親が人造人間に殺されたのをきっかけに復讐を決意、ワイス卿の下で狩猟番（ゲームキーパー）をしながら腕を磨き、5年を経て仇である人造人間を相討ちで斃すも、自身も首に致命傷を負い死亡。その場に居合わせたピーベリーに回収され、人造人間として生まれ変わる。それからほどなくしてワイス卿の本性を知り、さらにレイスの豹変によりエーデルを失い、さらには自分が憎むべき対象である人造人間になったことを知ってしまう。人造人間に翻弄され命を奪われたエーデルを弔った後、「自身を含めた全ての人造人間を破壊」するためにピーベリーと共に旅立った。
ロンドンでは切り裂きジャックことリッパー=ホッパーとエグゾスケルトンを装備したレイスと激突し、辛くも勝利するが、その時に受けた傷により大破してしまう。だが、この一連の出来事で「仇討としての憤怒と憎しみ」としてではなく、「命を弄び生死を歪めるがため、人造人間はあってはならない」として人造人間を世界から消すことを決意した。
この後の戦いのために、更なる強化改造が必要と判断され、ピーベリーによって大改造を受ける。
「運動神経機能特化型」であり、相手が視認不可能な速さでの移動と攻撃が可能な他、電流をガルバーニ電流に変換して電磁誘導によりそれを物理的な力場とし、身体が物理的に切り落とされてもその部分を動かす事が出来る。大改造後は頭部のみを残し、それ以外の身体のすべてがガルバーニ電流で構成されるという文字通りの異形となった。
死体卿との最終決戦に勝利するも、ヒューリー自身も機能を停止。ジョン=ドゥには自分の目標だった「全ての人造人間の破壊」を、ピーベリーにはジョンの事を、アシュヒトにはエルムを、アバーラインにはヴァイオレットへの遺言をそれぞれに託した。残された頭部はピーベリーの手によってエーデルとレイスの墓に埋葬された模様。
コンセプトは『復讐の聖者』。作者が、『るろうに剣心 -明治剣客浪漫譚-』の雪代縁とは違った復讐キャラは描けないかと思ったのが誕生のきっかけである。名前の「ヒューリー（Fury）」は「激昂」、「フラットライナー（FLATLINER）」は心電図で死亡を表す「FLATLINE」を意味する。
エルム＝L＝レネゲイド（人造人間） / 7（ズィーベン）
『THE ANOTHER TALE OF FRANKENSTEIN』の主人公の1人、および読み切り版『DEAD BODY and LOVER』の主人公。人造人間。ドイツ・インゴルシュタット出身。身長145センチメートル。体重38キログラム。8月5日生まれ。年齢は自称23歳（没年齢13歳で、人造人間になって10年とされていた）。B型。
究極の8体の内の7体目「皮膚機能特化型」であり、体力は子供並だが「護りの聖布（まもりのベール）」とアシュヒトから称される皮膚を自由自在に調整（伸縮、真空圧着、硬化、衝撃吸収、代謝促進など）することであらゆる攻撃を無効化し、爪や髪を硬質・先鋭化させ武器とするなど高い戦闘力を持つ。
アシュヒトも知らなかったが、実は人造人間のエルムは、アシュヒトの幼馴染のエルムとは別人であり、エルムを亡くしたショックからアシュヒトの精神を守る為に数千に及ぶストックパーツをつなぎあわせてアシュヒトの父・ゲバルトが造った「『複合死体形成型の極致』と言える『エルムの代用品』」であることが終盤に明かされた。元の人格を持たず虚無（ゼロ）から生み出されたため、「とんでもなくアホ」（ゲバルト談）であるが、エルムの人格は「劣化した誰か」ではなく、正真正銘「エルム自身から発生した人格」である。その事を理解し、過去は取り戻せないことを悟ったアシュヒトにより代用品としてではない一人の存在として受け入れられた。
寄せ集めで不安定な身体に緻密な機能特化型の性能を組み込んだことによる機能不全・経年劣化から、月日を追うごとに睡眠時間が増えて行き、やがてそのまま機能を停止するであろうことがピーベリーの診断により発覚。
コンセプトは『聖なる身代わり』。モデルは『武装錬金』で没になったまひろの影武者の武装錬金の案の一つ。名前の「エルム」は花言葉の「信頼」、「レネゲイド」は「背教者」を意味する。
Dr.ピーベリー（ヒルデガルド＝ピーベリー）
声 - 柚木涼香（ジャンプフェスタ版）
人間。ドイツ・インゴルシュタット出身。身長173センチメートル。体重59キログラム。1月30日生まれ。年齢27歳前後。AB型。
かつてはポーラールートにてゲバルドの助手として数々の人造人間開発を行っており、特に脳神経系統の施術を得意とし彼女が手掛けた人造人間は人格が破壊されていても生前の記憶はほぼ完全に保持されている。死亡したヒューリーを人造人間に改造した張本人。
恋仲であったジョン=ドゥを失うきっかけとなったDr.リヒターを激しく憎み、それゆえDr.リヒターの成果の結晶（とピーベリーは解釈していた）機能特化型人造人間8体の抹殺を目的としている。
最後はヒューリーからの遺言もあって、ジョン=ドゥを調整できる唯一の人物として彼の旅へ同行することとなる。ジョンのことは結局は憎からず思うようになった。
『るろうに剣心 -明治剣客浪漫譚-第零幕』に登場したエルダー＝ピーベリーとは互いに面識のない遠縁。
コンセプトは『はぐれ女医やさぐれ派』。
アシュヒト＝リヒター
人間。ドイツ・インゴルシュタット出身。身長185センチメートル。体重76キログラム（義足の重量除く）。11月22日生まれ。年齢は23歳。AB型。
名門リヒター家の子息。人造人間の整備と解体を請負ながらエルムと旅をしている。
性格は常に冷静沈着で、何事にも無表情に事柄を処理するが、エルムのことになると動ずる時もある。
少年時代に起動暴走したジョンによって、エルムと同時に自らの右足を失っており武器にもなる義足を装備している。
その真の目的は恋人のエルムを再人間化（=死者の蘇生）し、人間となったエルムをグレトナ・グリーンへ連れて行き結婚すること。目的の為には手段は選ばず、障害となるものには容赦しない点はピーベリーと共通しており、前半ではエルムが再人間化した際には現在の人造人間としてのエルムの人格が消滅しても構わないとまで言っていた。
ポーラールートへ帰還した際にゲバルトによって死者蘇生が不可能なこと、およびエルム（人造人間）がエルム（人間）を人造人間にしたものではないこと、エルム（人造人間）の自分を犠牲にしてもアシュヒトとエルム（人間）が結ばれて欲しいという純粋な想いを知り、『過去はなかったことにも取り戻すこともできない』と自覚し母とエルム（人間）の死体保存装置を破壊することで父親とも決別した。そののちリヒター家の一切を捨てると決意。
その後、上述のピーベリーによるエルム（人造人間）への診断を受け入れて最後までエルム（人造人間）を見守ることを決意する。
コンセプトは『科学のオルフェウス』。『るろうに剣心』の完全版にて再筆（描き下ろしリデザイン）された四乃森蒼紫がほぼ同じデザインであるが、これについて作者は、再筆版蒼紫を描いていた時期に『エンバーミング』の構想を練っており、そのデザインを流用した為であるとコメントしている。
ジョン＝ドゥ
声 - 櫻井慎二朗（ボイスコミック版）
『DEAD BODY and BRIDE』の主人公であり、人造人間。本名（生前の名前）は本人も知らないため便宜的に「身元不明の死体」「名無しの権兵衛」という意味の英語の「ジョン=ドゥ」を名前としている。自らが何者で何の目的で造られたかなども全く覚えておらず、劇中でも大きな秘密とされている。右目に瞳がない。性格は乱暴かつ唯我独尊。自分の考えを何よりも優先して道徳的な正義には興味を示さないが、仲間と見なした相手を気遣ったり、無力な相手に力をふるう相手には憤りを見せるなど、義侠心的な考えも持つ。読み切り版『DEAD BODY and LOVER』では宿敵、連載版『THE ANOTHER TALE OF FRANKENSTEIN』では主人公の1人として描かれており、本名不明は相変わらずだが、人造人間専門の壊し屋として旅をしているなど、読み切り版『DEAD BODY and BRIDE』の設定も継承している。読み切り版では相棒のリトル・ロゼと共に、人造人間専門の壊し屋として旅を続けている。その目的は、報酬として得た若く美しい女性のパーツで、自分の花嫁を造る事。
無尽蔵の血液を蓄え全身へ送り出す「化外の心臓」を要に、血管や造血器官を始めとする血液循環系の全機能が強化された究極の8体の内の6体目「血液機能特化型」であり、その実力は究極の8体の中でも最強と称されている。あらかじめ設けてある掌と胸の傷口から超高圧の血液を噴射させて対象物を破壊する『茨の十字』を繰り出し、体の一部に赤血球を凝集させて瞬間的・爆発的に運動能力を高める、血小板を噴出・超硬化させて盾や相手への拘束具にする、白血球の貪食作用を強化し触れた対象を破壊する（ただし、自身も破壊されるリスクがある）といったこともできる。
本編開始10年前、トート（死体卿）の手により冷凍状態でポーラールートに運び込まれ、そこで記憶を失った状態で眼を覚ます。この時は荒っぽいところはあるものの気が優しくて人懐っこく、誰からも好かれていた。そこで便宜上の名前として、Dr.リヒターから「ジョン=ドゥ」の名を与えられ生活することになる。人造人間の創造のためなら生きている人の命をも犠牲にするポーラールートの風習に馴染むことができずにいながらも、ピーベリーとの距離を縮めていく。ある夜のトートの襲撃により負傷し、その治療の際に心臓に刻まれたヴィクターからのメッセージが明らかになったことで最初の人造人間「ザ・ワン」であることが発覚、グロースからの破壊指示と100年前と変わる事無い扱いにその人格と記憶が蘇り暴走する。ピーベリーの説得により、怒りを鎮めジョンの人格が蘇ろうとするが、その時Dr.リヒターによる電撃で右目が破壊され、それまでの人格と記憶が消去された。
その後は事実の隠ぺいとともに、Dr.リヒターが100年間機能を止めなかった心臓に価値を見出したことから、血液機能特化型人造人間として再創造されるが、起動暴走時にエルムを殺害し、アシュヒトに右脚切断の重傷を負わせ、姿を消した。以降の詳しい経緯は不明だが、人造人間の壊し屋を請け負いながら「おまけの人生」として記録の無い人造人間としての生活をそれなりに楽しみながら日々を送っていた模様。
戦いを終えた後、死亡寸前のヒューリーから「人造人間を全て殺す」という目的を継いでほしいと頼まれ（報酬としてピーベリーを恋人としてではないが相棒として託された）、それを引き受けて、メンテナンス担当のピーベリーと共に人造人間を滅ぼすための旅へ向かうこととなった。最後まで人格は元に戻らず、記憶も不完全にしか戻らなかったが、ピーベリーへは相棒としてなりに思いを寄せることとなった。
同作者の漫画『るろうに剣心』の志々雄真実を一部リボーンしている。
アニメ版『武装錬金』では一瞬だけ（劇中のテレビ画面で）登場した。
コンセプトは『花嫁募集中』。
ザ・ワン
ヴィクター＝フランケンシュタインが本編開始100年以上前に創造した人造人間にして、最初の人造人間。ジョン=ドゥの正体である。容姿は長髪に瞳のない目、涙を流しているかのようなラインの入った顔。人造人間としての機能は圧倒的であり、1世紀なんのメンテナンスも施さなくてもほぼ問題のない身体、筋力機能特化型人間のウンゲホイヤーと真っ向からぶつかって逆に腕を砕くほどの力など、「究極の8体」すら凌駕する。
自分を創造しながらも愛さなかったヴィクターを憎悪し、悲劇的な末路を迎えたとされている。しかし実際は、氷漬けになりながらも機能停止していない状態でとある村に祀られており、トート（死体卿）が見つけ出してポーラールートに運び込まれた際に再起動、記憶を失った人間「ジョン=ドゥ」として復活することとなった。
ピーベリーの説得に、かなわなかった自分の夢『花嫁を持って孤独から逃れること』を感じ、ジョン=ドゥの人格を復活させようとするが、直後にポーラールートの全電力をDr.リヒターにぶつけられ、再びジョン=ドゥの人格の中で眠りについた。
フレデリック＝アバーライン
人間。元スコットランド警察（ヤード）の警部。史実としての切り裂きジャックの事件においても調査にあたったスコットランドヤードの警部フレデリック・アバーラインがモデルであり、風貌も当時描かれた似顔絵（該当記事参照）に順じたものとなっている。
やや直情径行ながら、正義感と愛国心に富む熱血オヤジであり、ギャグコメディ的な描写込みではあるが人間離れした頑健さと怪力と精神力で事件解決に奔走。ポーラールート行きの際には、一行のなかで唯一の常識「人」として隊長役を務める。
コンセプトは『スコットランドヤード代表』。

### 主要な敵
レイス＝アレン
声 - 宮野真守（ジャンプフェスタ版）
『THE ANOTHER TALE OF FRANKENSTEIN』の宿敵の1人。人間→人造人間。ヒューリーの相棒。イギリス・スコットランド出身。身長180センチメートル。体重73キログラム。9月11日生まれ。年齢は19歳（没年齢）。B型。
ヒューリーの同僚であり友人。謎めいた笑顔で真意を悟らせないところがあるが、信頼する相手なら自分を犠牲にしても助けようとする一面がある。ヒューリーと同じく、五年前のティターンによる惨殺事件の生き残り。
ヒューリーとともに仇の人造人間と対峙しあと一歩まで追い詰めるが、変貌した人造人間を見た一瞬の油断で腹部を噛み千切られ死亡。その後ティターンの残骸共々ワイス卿に回収され、人造人間として蘇る。両断された腹部に2つの電極がある。
生前の記憶は全て残っている様子だが、唯一自分の期待に応えてくれるヒューリーを独占しようとする感情が強く出た結果、障害となる存在を平気で殺す残忍な性格に変貌した。禁書を手に入れた直後にワイス卿とエーデルを殺害、その後は激昂したヒューリーに「先に倫敦で待ってる」と言い放ち姿を消す。倫敦へ向かう。倫敦でブリッツ=ブルーダーに合流すると、ブリッツ=ブルーダーの統率である死体卿に気に入られ、骨格機能特化型人造人間エクゾスケルトンを与えられた。その力を用いて、再会したヒューリーと互角以上の戦いを繰り広げるが、死体卿がヒューリーの廃棄を命じた時は、彼を守るため死体卿を裏切る。だがその直後に精神再構築の素材としてエクゾスケルトンに取り込まれてしまった。
エグゾスケルトンごと破壊されて決着がつく最後の瞬間に、僅かにしか動かない身体でヒューリーに「自分を倒して次に」と意思を伝え、「エーデルが邪魔だったのではなく、エーデルがいたからこそ、自分たちの関係が成り立っていた」ことに気づき機能停止した。その後はヒューリーの願いでエーデルの墓の近くに葬られるよう手配された。
コンセプトは『愛憎の果て』。典型的なヤンデレでもあり、ヒューリーについての依存心や独占欲が異常に高く、ヒューリー以外のもの（ヒューリーに関わるもの）をすべて憎む傾向にある。モデルは『るろうに剣心』の登場キャラクター、瀬田宗次郎と、作者が子供の頃に読んだ某少女漫画に登場するキャラクターである。名前であるレイスは『死霊』を意味する。
死体卿（したいきょう） / トート＝シャッテン
フランケンシュタインの怪物の魂と遺志を受け継ぐ夜会「稲妻の兄弟（ブリッツ=ブルーダー）」の統率にして、世界一の死体愛好家を自称する人造人間。漢字の「死」をシンボルにしており、彼の帽子にも刻まれている。人造人間は全て同胞と公言しており、人造人間となったメアリを仲間に引き入れようとしたり、リリィに進言されてもリッパーを処分しようとはしなかった。前述のように、ジョン＝ドゥ（ザ・ワン）を発見してポーラールートに持ち込んだ張本人で、彼を手放したくないがためにジョンに傷を負わせて暴走の原因、そしてエルムの死の遠因を作ったなど、ピーベリーとアシュヒトにとっては全ての元凶と言える存在である。
10年前はポーラールートで暮らす孤児であり、人造人間の再調整やオリジナルの電極ボルトの作成を容易に行う程の才能を見出されて保護されるも、「人間を愛せない」ことから保護した一家を惨殺する事件を起こし、ジョンを負傷させた後に重罪人として囚われていたが、ピーベリーに替わる助手としてDr.リヒター預かりとなる。その後Dr.リヒターが血液機能特化型人造人間・究極体ゼクスの素体にジョンを使うことを見抜くと、これを口外しない見返りとして施術を求め、自らの理想である「死体の楽園」を実現するために特化型人造人間となった。
究極の8体の最後の1体「再生機能特化型」であり、全身が人間のすべての体細胞を形成する元である『万能細胞』で出来ている。その再生能力で全身を肉塊にされても即座に復活し、脳や電極ボルトも頭部に固定する必要がなくなっているため、外見からは弱点を判別することが不可能という厄介さを持ち、さらに体を変化させて他の特化型人造人間の能力（自ら解析したアインからフュンフまで）を使用することをも可能とし、自身を『究極を凌ぐ究極体』と称している。ポーラールートでDr.リヒターに再改造された後は体内に仕込まれた「人造細菌（バクテリア・フランケン）」によって接触した生物に対し感染・致死・防腐の3段作業を一瞬で施し、これによって生み出した「死溜まり」は他の生物の細胞を取り込んであらゆる体組織を形成し、自身の精巧な分身や巨人形態を作り出すことも可能。
ポーラールートの最終決戦ではその能力でジョンを圧倒し追い詰めるが、ヒューリーがアシュヒトの協力で放った膨大な電流によって身体のほとんどを焼失。辛うじて生き延びた脳と眼球だけの状態でピーベリーを殺害して取り込もうとしたがジョンによって阻まれ、最期はジョンの白血球に喰い尽され、死への恐怖で命乞いをしながら消滅。死体へ傾倒し、死体への愛を公言していたが、それは本当に死を愛する感情から来たものではなく、「自分自身への強いコンプレックスに由来する他人への恐怖心の裏返し」でしかなかったことが露呈した。
コンセプトは『へたれ死体愛好者』。名前の「トート=シャッテン（Tod Schatten）」はドイツ語で「死の影」を意味する。

### 究極の8体
8体とは別の存在に当たる、ピーベリー製のヒューリーも本項に記載する。後にDr.リヒターは、究極の8体はあくまで自分の実力を示すための実演（デモンストレーション）でしかないと息子アシュヒトに明かす。
エクゾスケルトン
究極の8体の内の1体目（アイン）。骨格機能特化型人造人間。ブリッツ=ブルーダーのメンバー。27歳没。人造人間化した際に骨格だけの姿へと創造され、肉体面においては成功をおさめるも、精神の方は失敗し心を失ってしまい、自ら喋ることも考えることもできず、他者と繋がることで動くことのみが可能。身体を構築する骨は超圧縮された骨密度によって鋼鉄以上の強度があり、その形状を変化させたり、周囲の鉱物や石灰を吸収することで巨大化することができる。
ブリッツ=ブルーダーに加わったレイスに装着した状態で登場し、超高速かつ自動的な回避・防御・攻撃を繰り出してヒューリーを追い詰めた。さらに死体卿の施した措置により、レイスを取り込んで乳幼児程度の精神を再構築して暴れまわったが、ヒューリーとアシュヒトの連携の前に敗北。頭部のみ残ってヒューリーに取り憑こうとしたが、ジョンに握り潰されて圧壊した。残存した骨片はロンドンの黒博物館に保存された。
コンセプトは『レイスのパワーアップ』。名前の由来は英語で外骨格を意味する「エクゾスケルトン」から。巨大化状態はガシャドクロがモチーフ。

リッパー＝ホッパー
究極の8体の内の2体目（ツヴァイ）、呼吸機能特化型人造人間。ブリッツ=ブルーダーのメンバーで、マスクを着けた痩せぎすの男性。生前は倫敦のイーストエンド地区を中心に数々の悪事を働いた犯罪者だったが、行為が度を過ぎたため私刑に遭い死亡。19歳没。元々の身体能力が高かったことに加え、下水道での生活により肺機能が強くなっていたため、呼吸機能特化型人造人間の素体として見出される。大量に吸い込んだ空気を超々圧縮する伸縮自在の「異形の肺」を持ち、体の各部に設けられた排気口から圧縮空気を噴出することで、対象物を切り裂いたり、推進力として跳ぶ（飛ぶ）ことができ、肺から直線状に圧縮空気を放つ「全力開放」は竜巻並の旋風を起こす程の威力を持つ。
ザ・ワンの起こした騒動の際にポーラールートから逃亡して倫敦へと舞い戻り、死の際に感じた「誰の記憶にも残らず消える」ことを強く恐れるがゆえに「自分の存在した軌跡を残そう」とすることに異常に執着した結果、「切り裂きジャック」と名乗って（生前は名前すら持っていなかったため）娼婦を対象とした連続殺人を行った。ブリッツ=ブルーダーのアジトに囚われていたが、ピーベリーの思惑により解放され、イーストエンドでヒューリーと交戦。当初はヒューリーを圧倒するが電磁誘導能力に意表を突かれ、肺を胸部から引きずり出されて敗北。最期は自身が「切り裂きジャック」として、歴史に名を残す永遠の存在になれたことに満足しつつ、気管内に残存していた圧縮空気で自爆して果てた。肺とマスクが残存し、ロンドンの黒博物館に保存された。
コンセプトは『切り裂きジャック』。最初はバネ足ジャックと同一人物として考えられていたが没に。名前の『リッパー（切る男）=ホッパー（跳びはねる男）』はその設定の名残。

スカベンジャー＝ベービ
究極の8体の内の3体目（ドライ）、消化機能特化型人造人間。ブリッツ=ブルーダーのメンバー。「寄生蟲型人造人間（フランケンワーム）」の擬似卵を胃の内部に大量に蓄えており、これらを必要に応じて孵化させ体外に排出することで、ありとあらゆるものを喰らい尽くす能力を持ち（寄生蟲型人造人間は使用後に消化・吸収して擬似卵へと再構築する）、ことあるごとに空腹を訴えている。外見は貴族風の衣装をまとった優男だが、これはあくまで食欲しかない本体をコントロールするための「複体」で本体は幼児の姿をしており、死体卿によってさらに複体の追加が行われ、一定の節制と知能を持たせて命令に従うようにされている。
死体卿からアシュヒト達の抹殺とエルム捕獲の任務を言い渡され、ポーラールートの旧市街で一行を襲撃。アシュヒトによって複体を全て倒され、大回虫の体内に隠れ潜んでいることを見破られて対峙するが、エルムによってプディングで懐柔され、死体卿から離反する。その後はアバーラインからは「スカ坊」と呼ばれて親しまれるようになり、特化型人造人間の簡易量産型軍団を喰らって殲滅する活躍を見せるが、死体卿との戦いでは死溜まりを喰い尽くそうとして逆に内側から侵食され撃破されてしまった。本体の上半身は残存し、ロンドンの黒博物館に保存された。
スカベンジャーは英語で腐肉を漁る動物を意味する。

ムスケル＝ウンゲホイヤー
究極の8体の内の4体目（フィーア）、筋力機能特化型人造人間。ブリッツ=ブルーダーのメンバーで、筋肉質の強面の男性。生前はポーラールート最強の戦士で、侵入者や反乱者・暴走した人造人間等の敵からポーラールートを守って戦っていたが、時が経つにつれ「守る」ことよりも「戦う」ことそのものを好むようになり、「死んでもなお戦いたい」という思いから、死の際に「最高の創造主が現れたら、人造人間として復活させて欲しい」と言い残す。35歳没。その遺言により遺体は氷室に保管され、後にDr.リヒターによって人造人間化。記憶と人格のどちらが壊れたのかは不明だが、戦闘への渇望は常軌を逸しており、その意味での人間性が壊れている。超強化された筋繊維で体が構成されており、優れた運動能力や怪力を発揮するに止まらず、全身の筋繊維を自在に動かして体形を変化させることが可能で、死体卿の増強措置によってその性能は150％にパワーアップされている。
かつて覚醒したザ・ワンと交戦したことがあり、死体卿からジョン=ドゥ捕獲の任務を言い渡されるとポーラールート外部の森でジョンを待ち構え、ジョンの中のザ・ワンとの再戦を望んで激突する。変幻自在の筋繊維による攻撃で戦況を有利に進めたが、ワーグナーを殺されて激昂したジョンの反撃を喰らって大破し完敗。それでもなお再戦を望み、頭部と電極ボルトはこのまま残すようジョンに頼むがあえなく一蹴され、顔面を踏み潰されて最期を遂げた。腕の一部が残存し、ロンドンの黒博物館に保存された。
コンセプトは『筋肉戦闘狂』。名前はドイツ語で、ムスケル（Muskel）は筋肉、ウンゲホイヤー（Ungeheuer）は怪物を意味する。

タイガーリリィ＝コフィン
究極の8体の内の5体目（フュンフ）、感覚機能特化型人造人間。ブリッツ=ブルーダーの副官であり、死体卿を慕う三ツ目の女性。身体から最大24個の「瞳球形感覚端末（アイビット）」を生成・操作する、五感を強化・駆使することで周囲の分析や索敵を行う、瞳を発光させる「光彩点滅催眠（フラッシュポイントヒュプノス）」で相手に催眠をかけるなどの能力を持つが、直接的な戦闘にはあまり長けていない。
10年前はポーラールートの住民で、特化型人造人間の素体に選ばれるも「失敗作の人造人間」となることを恐れていたが、創造主となるピーベリーに説得されて安堵し、施術を受け人造人間となる。18歳没。生前の記憶を無くし、人格は攻撃的なものに変貌しているが、実は1年前に起動した際に死体卿から『自分はブリッツ=ブルーダーのNo.2で、死体卿のNo.1と認められた』『それから10年、死体卿に仕えている』という光彩点滅催眠を施されており、本当の記憶が封印され、偽の記憶が植え付けられていたことが終盤で明かされた。
死体卿からポーラールートの大教会の護衛を任され、追加装備された唯一にして最大の直接攻撃機能「光速視線（レイ・アイ）」でエルムを戦闘不能に追い込み、ジョンと直接対決に至るが、戦いに介入してきたDr.リヒターによって自身の記憶の真実を告げられ、さらにジョンとの真っ向勝負に敗北。額の中枢眼（センターアイ）と電極ボルトの片方を破壊される致命傷を負って逃走し、その後、廃墟となっていたかつての生家にてピーベリーと再会。『自分がいけない人造人間になったら、ピーベリー自身の手で自分を始末して欲しい』という生前に交わした約束を果たすことを頼み、ピーベリーにもう片方の電極ボルトを破壊され、完全に機能を停止した。その後、彼女の生前の写真がロンドンの黒博物館に保存された。
コンセプトは『敵側紅一点』。名前であるタイガーリリーは、花言葉で「賢者」を意味する。コフィンは「棺」を意味する。

ジョン=ドゥ
究極の8体の内の6体目（ゼクス）、血液循環機能特化型人造人間。10年前、起動時の暴走で研究者7名とエルムを殺害し、アシュヒトには右足切断の重傷を負わせている。
元々ザ・ワンの制御と隠蔽を目的とした人造人間で、その資料の情報は大半がフェイク。
主要人物の項を参照。

エルム＝L＝レネゲイド
究極の8体の内の7体目（ズィーベン）、皮膚機能特化型人造人間。
主要人物の項を参照。

トート＝シャッテン / 死体卿
究極の8体の内の8体目（アハト）、再生機能特化型人造人間。
主要な敵の項を参照。

ヒューリー＝フラットライナー
ピーベリー作の9体目（ノイン）の機能特化型であり、運動神経機能特化型人造人間。「人造人間を斃すための人造人間」。リッパー=ホッパーとの戦いで切り札（ジョーカー）である究極の9体目として覚醒。
主要人物の項を参照。

### サブキャラクター

#### DEAD BODY and REVENGER
エーデル＝ワイス
声 - 平野綾（ジャンプフェスタ版）
人間。人造人間による馬車の襲撃事件があった5年前に、ヒューリー、レイスと居合わせ記憶喪失となった少女。年齢は15歳。ワイス卿の養女。
ワイス卿に人造人間にされかかるが、ヒューリーに助け出される。その後、レイスに狙われたところをヒューリーごと撃ち抜かれて死亡。
コンセプトは『身代わり人形』。名前であるエーデルワイスは花言葉で『幸せな思い出』を意味する。
シェイド=ジェイソン
人造人間。ワイス邸で働く男性。年齢は32歳。吹雪の中、エーデルを抱えるヒューリーの姿を見つけた人物。
元猟場番でヒューリーとレイスの上司。猟場番をヒューリーとレイスに譲った後にワイス卿により人造人間に改造されている。
ヒューリーと対峙しており、最後は弟子でもあるヒューリーから自分を鍛えてくれたことへの感謝の言葉を伝えられ、一瞬だけ笑みを浮かべて破壊された。
コンセプトは『急造』。
ロバート＝ワイス
人間。子爵の称号を持つ元大学教授。
5年前ヒューリーらの家族を殺したティターンを造った張本人であり、その際ヒューリー、レイス、エーデルを保護、ヒューリーとレイスには猟場番の職を、エーデルには名前を与え、養女として迎え入れる。素材の調達用に救貧院をいくつも建設している。
離婚歴があり、元妻との間に本物のエーデル=ワイス（後のヴァイオレット）という娘がいる。離婚の際連れ去られる形で引き離され、その消息をたどっているうちに禁書を見つけ、「本物のエーデルの代わりに新しいエーデルを造る」という歪んだ考えに行き着く。しかしその企みはヒューリーによって阻止され、挙げ句の果てに禁書をレイスに奪われ、射殺された。
コンセプトは『矮小な黒幕』。
ティターン
人造人間。5年前にヒューリー、レイス、エーデルの親を皆殺しにした人造人間。
創造主はワイス卿であり、複数の死体を合わせて造られた人造人間で失敗作扱いながらパワー研究と冬場の素材収集用として使われた。
コンセプトは『やられ役担当』。

#### INTERMISSION
ヴィクター＝フランケンシュタイン
人間。最初の人造人間（ザ・ワン）を生み出した博士。彼の研究ノートの写本が｢禁書｣として人造人間製造者たちの羨望の的になっている。ヴィクトル=フランケンシュタインと呼ばれることもある。

#### DEAD BODY and LOVER
読み切り版のみに登場する人物については『DEAD BODY and LOVER』を参照。
フィリップ＝ウィルキンソン
人間。迷子のエルムを見つけたカップルの片割れで、リバプールの海運商の嫡子。
アザレアと結婚するためにグレトナ・グリーンへ向かう最中、カタヴェリックに襲われ瀕死の重傷を負うが、ウィルキンソン家のSP達が見つけ一命を取り留める。エルムに別れを告げ、アザレアとともにリバプールに戻った。
最終話で再登場し、アザレア、ヴァイオレットと共にスコットランドヤードの黒博物館に呼ばれてエルムと再会、そしてアザレアと正式に結婚したことを伝えた。
コンセプトは『人畜無害お坊ちゃん』。
アザレア＝ミレー
人間。迷子のエルムを見つけたカップルの片割れで、リバプールの大衆酒場で女給（バーメイド）の経験を持つ。
上述のように最終話で再登場し、フィリップと正式に結婚したことが明らかとなった。
コンセプトは『やさぐれヒロイン純情派』。名前であるアザレアは花言葉で『貴方を愛しています』を意味する。
カタヴェリック＝スパスム
人造人間。溶鉱炉などでの作業に対応させる目的で製作された皮膚強化型で皮膚の角質を圧縮して超硬化出来る。アシュヒトと勘違いして襲ったフィリップに重傷を負わせ、エルムを圧倒するが、アザレアが連れてきたアシュヒトの逆鱗に触れてしまった挙げ句、再起したエルムに皮膚を引き千切られ、エルムを傷つけたことへの制裁としてアシュヒトに粉々にされた。
生前は重犯罪者だが、「面倒臭い」と言う理由で（働くのが面倒臭いから）盗人→（隠れるのが面倒臭いから）強盗→（相手を脅すのが面倒臭いから）強盗殺人と、罪を重ね絞首刑となったバカ。野良の人造人間だったが、ポーラールートの支部長（よりにもよって牧師に偽装）に調整を受ける代わりにあれこれ頼みを聞いていたが、ピーベリーを狙うよう命令された際に（より利益率が高いと思われる）アシュヒトを狙うことにして殺害している。なお、彼の遺体を引き取った創造主は労働奴隷としての人造人間を研究していたが、起動時のガルバーニ電流に触れて感電死している。
コンセプトは『見た目実力中の上』。名前であるカタヴェリック・スパスムは医学用語で『死後硬直』を意味する。
ハーピー
キメラ型人造人間。人間の脳と声帯をミミズクに移植している為、言葉が話せる。カタヴェリックと組んでいたが逃げ延び、負傷したレイスと出会い、レイスを倫敦のブリッツ=ブルーダーへいざなう。
コンセプトは『便利なメガネ君』。名前であるハーピーはギリシャ神話に登場する怪鳥ハーピーから。
ゾンネウアー
人間。アシュヒトの武器を作る本部御用達の武器職人（マイスター）。アシュヒトに対人造人間用50口径拳銃「鋼鉄の腕（アイゼン・デア・アルム）」を作った。

#### DEAD BODIES in LONDON&DEAD BODY and NEAR-DEATH MIND
マイク＝ロフト
人間。イギリス政府の高官だが、本職は会計監査。
逃亡したメアリを見つけるため、アシュヒト達を呼び出し、探偵である「弟」にピーベリー達を見つけさせた。「マイク=ロフト」という名前は偽名であり、実はあの有名な名探偵の兄であることが様々な描写から暗示されている。
藤田和日郎の漫画『黒博物館ゴースト アンド レディ』の最終話にも登場。
コンセプトは『秘密の英国諜報員』。
エーデル＝ヴァイオレット＝ケリー
人間。ワイス卿の本当の娘。
離婚後、娼婦となった母親に育児放棄され倫敦で暮らしていた。母親の死後、（母親の）借金のかたとして娼館の下働きとして働き、13歳の時に客を取ることを命じられたが母親と同じ道を歩むことに反発して脱走。以降、イースト・エンドの泥ひばりとして仲間達と助け合いながら生きていた。
ブリッツ=ブルーダーの人造人間達に仲間を皆殺しにされ、生きる意味を失うが、ヒューリーの言葉によって立ち直る。その後、マイク=ロフトを後見人にイギリス政府の援助を受け学校に通うことになった。
最終話で再登場し、アバーラインからヒューリーの遺言を伝えられる。また、一人でも多くの命を救うべく看護学校に入った。
コンセプトは『真・エーデル』。名前であるヴァイオレットは花言葉で『小さな幸せ』を意味する。
メアリ＝ジェーン＝ケリー
人造人間。ワイス卿の元妻でヴァイオレットの母。
切り裂きジャックの5人目の犠牲になり、証言を得るために人造人間化されたが、創造主を殺害し逃亡する。人造人間になる前の彼女は浪費家で身勝手な性格であり、ワイス卿に離婚を言い渡された際にはその腹いせにヴァイオレットを連れ倫敦へ。以後は堕落して娼婦、街娼として身を立てていた。
ヴァイオレットに再会し、彼女を求めるが生前の自堕落な行為を責められ拒否される。
生前悪女だったのが人造人間になって良母となったことから、ヒューリーは『元となる人間がいなければ「狂う」ということはあり得ない』ということを自覚する。
しかし瀕死の切り裂きジャック（リッパー=ホッパー）によって狙われたヴァイオレットの身代わりになり、首と電極を切断され、彼女から憐れみと憎しみの混じった言葉をかけられながら機能停止した。
コンセプトは『史実の犠牲者』。

#### DEAD BODY and MEMORIES
グロース＝フランケンシュタイン
ポーラールートの領主。ヴィクター=フランケンシュタインの遠縁にあたる人物。ポーラールートの一番上に立つ存在として、人々から敬愛されている。
ジョン＝ドゥの正体が「ザ・ワン」であることを知るとリヒターに廃棄を命じるが、その直後「ザ・ワン」として覚醒したジョンに瀕死の重傷を負わされる。
その時の死への恐怖と生への執着から、人造人間に不老不死と永遠の命の法を求め、市政を放り出し、人造人間に必要な死体をポーラールート市民に求め、彼らを生贄として人造人間に強制的に変えるようになった。
自分に取り入ってきた死体卿にポーラールートのすべてを任せ、寝たきり状態になりながらも、死体卿に永遠の命の法ができるかどうかを確認し続けていたが、アシュヒトを処分しようと地下から上がってきたゲバルトと永遠の命を求めて口論の末、激昂して互いに発砲。相討ちとなって死亡した。
コンセプトは『統治者』。
Dr.リヒター（ゲバルト＝リヒター）
ポーラールートにおける人造人間研究の第一人者でアシュヒトの父親。究極の8体を作り出し、大創造主と呼ばれている。実質ポーラールートのNo.2に位置する人物。どんなに深刻な事態に直面しても、「〜くらいで私の創造は何一つ揺るぎはしない」が口癖だが、それは自身には「それ以外になにもない」という事実の裏返しであり、妻であるダリアと家族を得たことで初めて人間らしい感情を知った弱い男である。
ジョン＝ドゥの正体が「ザ・ワン」であることを知ると創造の根源を秘めていることから研究しようと考え、グロースの廃棄命令に抗う。しかし、その直後「ザ・ワン」として覚醒したジョンに重傷を負わされ、顔の半分を失う。
自らが創造した究極の8体はあくまで自分の地位確立と才能披露のための実演（デモンストレーション）程度と考えており、自分の作品であるにも関わらず破壊することにためらいがない。
妻であるダリアの病死をきっかけにして、自分と家族に記憶と人格をそのままに人間を人造人間化する「永遠の命の法」を施して『楽園（エデン）』を作ることを望むようになる。過去との決別を決めたアシュヒトに保存されていた妻とエルム（人間）を破壊されたことで本格的に心の拠り所を失い、アシュヒトを殺して新たな家族を造ろうという破綻した考えに行きつく。アシュヒトを追って地上に上がった先で出くわしたグロースと口論の末、激昂して互いに発砲して相討ちとなる。即死こそしなかったが、助けを求めようにもすでに周囲には誰もおらず、永遠の命の法が失われることを懸念しながら死亡した。
コンセプトは『マッドサイエンティスト』。良い父親にするか悪い父親にするか最後まで迷っていたが、最終的に悪い父親にした。

#### DEAD BODY and DYSTOPIA&DEAD BODY and OLDMAN
トロイマン＝ワーグナー
人間。ポーラールートの即応班長で、真面目一徹の性格だが、当初は融通の利かない面もあり、人間の命よりも上司の指示を優先させていた。
10年前の6番体試験体暴走事件で、グロースの命を無視してアシュヒトとエルムを助けようとしたジョン=ドゥに感化され、彼に特別な感情を抱いていた。
ポーラールートが暗黒郷と化し、難民たちを脱出させるときにもその性格は変わらず、老人から子供まですべての人間を守ろうとしていた。しかし、ジョンとウンゲホイヤーの戦いに巻き込まれそうになった子供をかばって致命傷を負い、最期はジョンに皆を守るよう頼みながら、ウンゲホイヤーの筋繊維攻撃を受けて肉片一つ残されず粉砕されてしまった。
コンセプトは『真面目』。もともとは名前もないモブキャラ扱いだったが、崩壊していくポーラールートで律儀に仕事をこなす彼が和月の目に留まり、名有りのキャラに昇格した。
エルム母フランケン
エルム（人造人間）をおびき寄せるために、死体卿に用意された人造人間。
エルム（人造人間）が一途にアシュヒトを想う気持ちに感激し、共に行動をとるようになった。
Dr.リヒターの研究室までエルムと行動を共にしていたが、アシュヒトとDr.リヒターの戦いに巻き込まれ、エルムをかばって胴体と電極を切断される。
最期まで自分がエルムの母であることは否定していたが、やがてそれを受け入れ、エルムとアシュヒトに母親としての言葉をかけて機能停止した。
コンセプトは『偽りの母』。

#### DEAD BODY and FAMILY
ダリア＝リヒター
人間。アシュヒトの母で、Dr.リヒターの妻。
心優しい女性で幸せな家庭を築いていたが、ポーラールートの住民としては珍しく、人造人間に対して疑問を感じていた。
12年前に病死した後、その死体はDr.リヒターによって永遠の命の法が確立されるまで新鮮な状態で保管されていた。
Dr.リヒターは最初に彼女に永遠の命の法を施そうとしていたが、過去を取り戻すことはできないと悟ったアシュヒトによって、彼女の死体はエルム（人間）共々破壊された。
コンセプトは『ゲバルトにとってのエルム』。名前であるダリアは花言葉で『感謝』を意味する。
エルム＝L＝レネゲイド（人間）
人間。生前はアシュヒトの幼なじみで、花と刺繍が好きなとても優しい女の子。
10年前、起動暴走したジョンによって殺された後、表向きはその死体を素体に人造人間化されたとされてきた。しかし実際は永遠の命の法とアシュヒトの精神崩壊阻止のため、その死体は新鮮な状態でダリアと共に保管され、アシュヒトにはエルムと全く関係のない数千個の死体を集めて彼女と産毛一本黒子一つ違わぬエルム（人造人間）を造りだしていた。
ダリアとともに永遠の命の法を施そうとDr.リヒターは考えていたが、アシュヒトによってダリアの死体共々破壊された。
人造人間のエルムについては主要人物の項を参照。

#### DEAD END
学芸員（キュレーター）
ロンドン警視庁黒博物館学芸員。藤田和日郎の『黒博物館』シリーズからのカメオ出演。
黒博物館を訪れたマイク=ロフト一行を出迎える（『黒博物館ゴースト アンド レディ』最終話にも同様の場面が描かれている）。

### 読み切り版のみの登場人物

#### 『DEAD BODY and BRIDE』
ジョン=ドゥ
主要人物の項を参照。
リトル・ロゼ
声 - 波賀悠来（ボイスコミック版）
人間。ジョン・ドゥの相棒で援護と整備を担当。一人称は「ボク」。
普段は自称「博士の卵」として、気の弱い娘を装っている。だが、その正体はジョン・ドゥの失われた記憶と目的を呼び起こさせない為の監視役であり、詳細は不明。人造人間用の縫合糸と針を武器に使う。
容姿が幼少時のアシュヒトと似ているが、両者の関係は不明。
マリゴールド
声 - 長みこと（ボイスコミック版）
人間。『エンバーミング -DEAD BODY and BRIDE-』における実質的なヒロイン。
死体卿により家族を殺された上に両脚を切断されて奪われたことで、人生を滅茶苦茶にされ病に臥す薄幸の少女。ジョン=ドゥに死体卿の破壊を依頼し、達成された時は危篤状態に陥っていたが、ジョン=ドゥの見せた情により、安らかに息を引き取った（両脚を切断されたことによるショックからか、元々病弱だったかは不明）。死体卿に奪われた彼女の両脚は、報酬としてジョン＝ドゥの花嫁のパーツとなった。
死体卿（したいきょう）
声 - 森田凌（ボイスコミック版）
人間。死体愛好家で博士。本名不明。
1年前、マリゴールドらの住む地に現れ、彼女の父が保有していた工場を奪いそこを根城とする。墓を掘り起こすだけでは飽き足らず、生身の人間から人造人間用のパーツを奪うという残虐さを持つ。約50体の人造人間を創り、自らを「神」と呼ばせている。「禁書」を所持していた。最期は激昂したジョン＝ドゥによって殺される。
裁断者（ザッパー）
人造人間。死体卿により創造された。
選りすぐりの100人分の筋繊維を基盤の死体に移植された、機能強化型。大剣を振るう怪力の持ち主。
執事（バトラー）
声 - 森田則昭（ボイスコミック版）
人間。元々マリゴールドの家に務める執事だったが、死体卿と裏で繋がっていた。
人造人間の魅力に惹かれたらしいが、劇中ではその理由については触れられていない。最期はリトル=ロゼに始末されたと思しき描写が描かれる。

#### 『DEAD BODY and LOVER』
エルム＝L＝レネゲイド
主要人物の項を参照。
アシュヒト＝リヒター
主要人物の項を参照。
キーファー
人間。流行り病によって壊滅した廃村の生き残り。三つ編みおさげの女性。
死んだ兄を人造人間として蘇らすために先生（ドクトア）と協力し、彼の研究材料とするため廃村に旅行者を誘き寄せる。だが、その病んだ心をエルムに救われ、傷心を癒される。
先生（ドクトア）
人間。人造人間創造に執着する狂気の博士。前作の敵である死体卿と同じく、本名不明。額に大きなつぎはぎ跡がある。
技術力は乏しく、大量の死体を繋げた“墓場の住人”のようなレベルの低い人造人間しか創ることが出来ない。最期はアシュヒトの電撃により黒焦げになって死亡。
“墓場の住人”（フリートヘーフェ）
人造人間。先生（ドクトア）により創造された。
大量の死体（流行り病により壊滅した村人達やキーファーによって騙された観光客や旅人）を複数並列で繋げられた巨体を誇るが、人造人間としてのレベルは低い。中枢はキーファーの死亡した兄。
アシュヒトの電撃で行動不能にされた後、キーファーの望みで中枢である彼女の兄の活動を停止させられた。

## 用語&道具
人造人間（フランケンシュタイン）
物語から150年ほど前、ヴィクター・フランケンシュタインが死体を基盤に生み出した人間に在らざる人間。身体には「電極（プラグボルト）」と呼ばれるパーツが埋め込まれておりこれを破壊されると機能を停止する。単一死体形成（ワンショットビルド）や複合死体形成（ミキシングビルド）、複数の動物の死体から造られるキメラ型人造人間など、さまざまなタイプが存在する。元々が死体なので多少の損傷で機能を停止することはないが、後述の機能特化型の更に限られたタイプを除いて自己修復機能を持たない。損傷は技術者によって修復しない限り治ることはなく、機能を維持するには定期的なメンテナンスも必要。
どのように創造されたとしても生前の人格か記憶のどちらか、もしくは両方が失われていたり壊れたりしている。また、素材となる死体は新鮮かつ単純であることが、術後の仕上がりをよくする秘訣となっている。
機能特化型人造人間（きのうとっかがたフランケンシュタイン）
特定の身体機能を強化した物の中でも更に特化した能力を与えられた特別製の人造人間。リヒター家門外不出の技能が使われている。現在確認されている機能特化型はヒューリーと究極の8体の計9体である。
究極の8体
ポーラールート製の機能特化型人造人間の通称。Dr.リヒターが創った人造人間であり、ピーベリーの標的でもある。4体目から6体目はピーベリーと顔見知りで、1体目から3体目はピーベリーが研究記録で知ったが、7体目以降はピーベリーがすでに印付きのため詳細不明である。リッパー=ホッパーとの戦いで、ピーベリーが生み出したヒューリーが究極の9体目として覚醒する。
ピーベリーは『Dr.リヒターの全て』と考えていたが、Dr.リヒター自身にとっては、『自分の地位確立と才能披露のための実演に過ぎない、使いどころのない化物』という評価でしかなかった。
ポーラールート
ヴィクター=フランケンシュタインの魂と遺志を受け継ぐ夜会。ドイツ・インゴルシュタットにある特別な街。特殊な結界によって外界から隔絶しており、人造人間を労働力として使用している。一見平和な町だが、全ては｢人造人間の創造」が優先される狂った場所である。
10年前のザ・ワン（ジョン=ドゥ）の暴走により重症を負わされた領主グロースは生への執着から政治を放り出し、誤った理念の人造人間の創造の研究に傾倒。町はすたれ人心は荒み、人造人間の制御が徐々に失われていった。
そして5年前のDr.リヒターの究極体の反乱を期に、ポーラールートの生活機能はすべて崩壊。人間たちは市民から難民となり、新たなる人造人間の材料として人造人間に狙われるようになった。
印付き
ポーラールートにおいて体制に反抗した者が、反逆者・不信仰者という名目で囚われたり逃走した存在。囚われた者は地下層に収容され人型実験動物として生かされ続け、逃走した者は外界でもポーラールート関係者から侮蔑され続ける。

稲妻の兄弟（ブリッツ=ブルーダー）
フランケンシュタインの怪物の魂と意志を継ぐ夜会で、ポーラールートと対となる組織。５年前ポーラールートを半壊して人間たちから離反する。統率は死体卿だが、彼亡き後の動向は不明。
禁書
ヴィクター・フランケンシュタインが残した人造人間製造の記された書物、またはその写本。書き写された時期や書き写した人物の理解度によって良し悪しがあり、手に入れた人間の能力も加わって人造人間創造の不安定さの原因となっている。
鋼鉄の腕（アイゼン・デア・アルム）
対人造人間用の50口径拳銃。発射時に微量の電流を発生し、人造人間の体内のガルバーニ電流を狂わせ肉体や機能に誤作動を生じさせる対人造人間用帯電弾を装填している。通常弾を発射する銃身の下に単発式の大型弾も内蔵されている。帯電弾を食らって「痛い」で済むのはヒューリーやエルムのような「（Dr.リヒターの）機能特化型くらい」とのこと。グリップが大きく大量の弾丸が装填されており、連射も可能。義足「装甲の足（パンツァー・ダス・バイン）」内には更に大量の弾丸がベルト状に収納されており、接続する事で破壊力を増す。ただし非常に重く、反動も大きいため、アシュヒトでないと使いこなせないらしい。「鋼鉄の腕」、「装甲の足」共に武器職人（マイスター）・ゾンネウアー作製。

## 書誌情報
全て著者は和月伸宏、発行は集英社の〈ジャンプ・コミックス〉より。
- 『武装錬金』10巻、2006年4月9日第1刷発行（4月4日発売）、ISBN 4-08-874019-X
- 『エンバーミング -THE ANOTHER TALE OF FRANKENSTEIN-』 全10巻
  1. 2008年9月9日第1刷発行（9月4日発売）、ISBN 978-4-08-874508-4
  2. 2009年7月8日第1刷発行（7月3日発売）、ISBN 978-4-08-874638-8
  3. 2009年8月9日第1刷発行（8月4日発売）、ISBN 978-4-08-874721-7
  4. 2010年10月9日第1刷発行（10月4日発売）、ISBN 978-4-08-870097-7
  5. 2011年5月7日第1刷発行（5月2日発売）、ISBN 978-4-08-870097-7
  6. 2011年8月9日第1刷発行（8月4日発売）、ISBN 978-4-08-870247-6
  7. 2012年9月9日第1刷発行（9月4日発売）、ISBN 978-4-08-870506-4
  8. 2014年5月7日第1刷発行（5月2日発売）、ISBN 978-4-08-870896-6
  9. 2014年12月9日第1刷発行（12月4日発売）、ISBN 978-4-08-880179-7
  10. 2015年5月6日第1刷発行（5月1日発売）、ISBN 978-4-08-880357-9